# Truesdale (Iowa)
Truesdale es una ciudad ubicada en el condado de Buena Vista en el estado estadounidense de Iowa. En el Censo de 2010 tenía una población de 81 habitantes y una densidad poblacional de 220,24 personas por km².

## Geografía
Truesdale se encuentra ubicada en las coordenadas 42°43′46″N 95°10′59″O / 42.72944, -95.18306. Según la Oficina del Censo de los Estados Unidos, Truesdale tiene una superficie total de 0.37 km², de la cual 0.37 km² corresponden a tierra firme y (0%) 0 km² es agua.

## Demografía
Según el censo de 2010, había 81 personas residiendo en Truesdale. La densidad de población era de 220,24 hab./km². De los 81 habitantes, Truesdale estaba compuesto por el 98.77% blancos, el 1.23% eran afroamericanos, el 0% eran amerindios, el 0% eran asiáticos, el 0% eran isleños del Pacífico, el 0% eran de otras razas y el 0% pertenecían a dos o más razas. Del total de la población el 1.23% eran hispanos o latinos de cualquier raza.